# Tiques et Catapultes
 (août 2020).
Si vous disposez d'ouvrages ou d'articles de référence ou si vous connaissez des sites web de qualité traitant du thème abordé ici, merci de compléter l'article en donnant les références utiles à sa vérifiabilité et en les liant à la section « Notes et références ».
 (août 2016).
Les tiques et les Catapultes est une série d'animation, produite dans le projet Anime TV.
Le programme est une coproduction de studio Zoom Elefante avec TV Brasil et TV Cultura. Le projet a été l'un des deux gagnants d'un concours organisé à l'appui de la création de la série brésilienne.
Le créateur de la série, l'écrivain Almir Correia, suppose que les principales influences du dessin animé comédie surréaliste sont La Vie Moderne de Rocko de la et de Bob l'éponge, en plus de séries de science-fiction.
La première saison des Tiques et Catapultes avait quatorze épisodes, réalisé pour les enfants de huit à douze ans, la série investit dans un univers déjanté et irrévérencieux, mi-réels et absurde. Grâce à une ambiance basée sur la langue de l'innocent, la série vise à rendre les jeunes gens s'amuser et réfléchir sur des questions qui touchent à leur quotidien.

## Synopsis
La série les Tiques et Catapultes présente les aventures passionnantes de la tiques buses, canard Bum, Bod, le Predictor et en Douceur. De grands amis avec les habitants de la Planète de la Vache. Sur cette planète, les tiques sont déjà nés avec un parachute, passer par des catapultes, aime sucer gororoba et pensez que la mise en gras est sur le point d'exploser pour aller vivre dans le monde des tiques, des fantômes, considéré comme le paradis pour eux.

## Caractères
- Bum - Une tique jaune protagoniste principal. Contrairement à la plupart des autres tiques Bum ne rêve pas de sauter et aller dans le monde des tiques fantômes. Il a le calme de la personnalité et de vos meilleurs amis sont de la Dbo et de signe. Il est également responsable de l'Tranquillement, votre jeune cousin. À la fin de chaque épisode obtient toujours un coup de téléphone de leurs parents avec le monde de l'tiques fantômes vous demandant de sauter.

- Bod - tick vert meilleur ami de Fesses. Différents, Ca a une personnalité plus gaie et animée. Il a ainsi que les autres les tiques que vous essayez de les engraisser et les faire exploser pour aller dans le monde des tiques, des fantômes, mais il ne peut jamais être emagrecendo.

- Predictor - Une énorme tique dans la pourpre ami de Fesses et de la Dbo. Il est extrêmement gras et est toujours d'être le plus gros dans l'espoir d'être capable de faire exploser comme toutes les tiques, qui semble ne jamais arriver. Il n'est pas très intelligent, et, souvent, finit par faire de mauvaises choses.

- Douceur - Un petit crochet beige cousin Fesses. Il est très occupé et plein d'énergie pour leur remonter le moral avec tout et poser de gros problèmes. Il se mit à vivre dans la maison de la flèche après que ses parents sont sur le point d'exploser. Son plus grand passe-temps et de la toxicomanie est de rester en sautant de catapultes et de parler « je le veux aussi ! »

### Secondaire
- Mère Bum - de La mère sans nom Bum qui est maintenant dans le monde de l'tiques fantômes avec son père. Elle fait souvent des connexions pro fils à la fin de chaque épisode, et à commenter les exploits réalisés par les Fesses et de leurs amis et lui demande également de lui exploser et aller dans le monde des tiques fantômes rester près d'eux, chose qui Bum refuse de le faire.

- Bonaparte , Est le chef de la Bum, Bod et Prédictives. Est très nerveux ayant une stature trop faible. C'est une référence de Napoléon Bonaparte ayant un chapeau à lui.

- Pati - Un carrapata passionné de Bum, il travaille dans le Suganete. Plusieurs tiques sont passionnés par ce sujet, même si elle a un intérêt uniquement par un Clochard qui ne se tourne pas vers elle et loin de lui. Dans un épisode, elle obtient un rôle important principale, les deux étrangers feu un rayon de quitter toutes les tiques passionnés.

- Tique Severino - Une tique chanteur de baião, qui vit dans une maison de pierre flottant. Parle toujours de chanter en rimes, à jouer de l'accordéon et coiffé d'un chapeau de la route bandit avec des lunettes noires. Est toujours en compagnie de votre partenaire Raimundinho qui est de votre aide en appuyant sur le triangle. C'est une référence à Luiz Gonzaga.

- Médecin Froide (docteur fou)
- Mme Dulcina (carrapata vieux)
- Tique Leonardo (inventeur)
- Splash (cochez surfeur)
- Tic et Tac (tiques des gangsters des jumeaux siamois, ils travaillent pour le don Corleone)
- Dom Corleone (cocher gangster archi-ennemi de Bonaparte)
- Mega super hyper tique (super héros de la tiques)
- Pedráculos (arch-ennemi-ami) de Super hyper mega tique.

## Le doublage
| Caractère              | La voix de l'acteur  |
| ---------------------- | -------------------- |
| Bum                    | Fábio Silvestre      |
| Médecin Fróide         | Fábio Silvestre      |
| Ca                     | Cyro Ridal           |
| Predictor              | Marccão Freire       |
| Doucement              | Enemar Étapes        |
| Dom Corleone           | Enemar Étapes        |
| Dona Dulcida           | Enemar Étapes        |
| Mère Bum               | Priscilla Miquilussi |
| Bonaparte              | João Batista de Lara |
| Pedráculos             | João Batista de Lara |
| Pati                   | Kely Varella         |
| Severino               | Vadeco               |
| Splash                 | Vadeco               |
| Mega super hyper Tique | Vadeco               |
| Inventeur Léonard      | Fernando Kadlu       |
| Tic et Tac             | Fernando Kadlu       |

## Les épisodes
| Saison | Saison | Les épisodes | Consulter l'original | Consulter l'original |
| Saison | Saison | Les épisodes | Debut de la saison   | La fin de la saison  |
| ------ | ------ | ------------ | -------------------- | -------------------- |
| 1      | 14     | Août 4, 2013 | Avril 15, 2012       |                      |
| 2      |        |              |                      |                      |

## La Transmission
(mai 2018).
| País       | Emissora(s)     | Título                  | Primeira Transmissão |
| ---------- | --------------- | ----------------------- | -------------------- |
| Brésil     | TV Brasil       | Carrapatos e Catapultas | 17 avril de 2010     |
| Brésil     | TV Cultura      | Carrapatos e Catapultas | 23 avril 2010        |
| Brésil     | Cartoon Network | Carrapatos e Catapultas | 18 février 2012      |
| Brésil     | Tooncast        | Carrapatos e Catapultas | Juin 2013            |
| Argentine  | Tooncast        | Garrapatas y Catapultas | Juin 2013            |
| Paraguay   | Tooncast        | Garrapatas y Catapultas | Juin 2013            |
| Venezuela  | Tooncast        | Garrapatas y Catapultas | Juin 2013            |
| Uruguay    | Tooncast        | Garrapatas y Catapultas | Juin 2013            |
| Panama     | Tooncast        | Garrapatas y Catapultas | Juin 2013            |
| Mexique    | Tooncast        | Garrapatas y Catapultas | Juin 2013            |
| Bolivie    | Tooncast        | Garrapatas y Catapultas | Juin 2013            |
| Perú       | Tooncast        | Garrapatas y Catapultas | Juin 2013            |
| Porto Rico | Tooncast        | Garrapatas y Catapultas | Juin 2013            |
| Colombie   | Tooncast        | Garrapatas y Catapultas | Juin 2013            |
| Honduras   | Tooncast        | Garrapatas y Catapultas | Juin 2013            |
| Équateur   | Tooncast        | Garrapatas y Catapultas | Juin 2013            |
| Chile      | Tooncast        | Garrapatas y Catapultas | Juin 2013            |
| Costa Rica | Tooncast        | Garrapatas y Catapultas | Juin 2013            |